# Гах Роман Васильович
Роман Васильович Гах (20 липня 1984, с. Баворів, Тернопільська область — 6 березня 2022, с-ще Житлівка, Луганська область, Україна) — український військовослужбовець, полковник Державної прикордонної служби України, учасник російсько-української війни, який героїчно загинув під час повномасштабного російського вторгнення в Україну. Герой України.

## Життєпис
Роман Гах народився 20 липня 1984 року в селі Баворові, нині Великогаївської громади Тернопільського району Тернопільської области України.
Закінчив Національну академію Державної прикордонної служби України (2005), Луганський державний університет ім. Т. Шевченка. Звільнився з ЗСУ в званні майора. 
У 2014 році під час проходження служби в 25-му прикордонному загоні Державної прикордонної служби України забезпечував проведення АТО в районі м. Лисичанськ на Луганщині. Учасник АТО/ООС. 

### Російське вторгнення в Україну 2022
Проходив службу на посаді заступника начальника 3-го прикордонного загону імені Героя України полковника Євгенія Пікуса Державної прикордонної служби України.
У період з 24 лютого 2022 року по 6 березня 2022 року офіцер у складі зведеної групи прикордонної комендатури швидкого реагування «Новопсков» спільно з підрозділами Збройних сил України виконував військовий обов'язок у районі бойових дій — прикордоння Луганської области (м. Старобільськ та Кремінна).
6 березня 2022 року під час виконання бойового завдання на південно-східній околиці населеного пункту Житлівка, зведена група від прикордонної комендатури швидкого реагування
«Новопсков» на чолі з полковником Романом Гахом висунулась у район залізничної колії з метою блокування просування військ противника. Підрозділ прикордонників першим став до бою. Утримання оборони на визначеному рубежі, проводилося під щільним зосередженим вогнем противника зі стрілецької, великокаліберної зброї та мінометів. Полковник Роман Гах понад шість годин вміло керував зведеним прикордонним підрозділом та утримував визначений рубіж.
Проте внаслідок ворожої кулеметної черги Роман Гах отримав важкі поранення. З метою надання допомоги побратими намагалися евакуювати офіцера в укриття, але саме в цей момент окупанти знову розпочали мінометний обстріл позицій оборони. Одна з мін розірвалася в безпосередній близькості до полковника Романа Гаха та підполковника Віталія Власенка. Через щільний вогонь противника подальші спроби підійти до місця знаходження офіцерів були марними. Зведена група змушено відступила на запасний рубіж.
Похований 10 березня 2022 року в родинному селі.
Залишилася дружина Ірина, та двоє синів.

## Нагороди
- Звання Герой України з удостоєнням ордена «Золота Зірка» (27 грудня 2022, посмертно) — за особисту мужність і героїзм, виявлені у захисті державного суверенітету та територіальної цілісності України, самовіддане служіння Українському народові, вірність військовій присязі[1]
- Орден Богдана Хмельницького III ст. (17 березня 2022, посмертно) — за особисту мужність і самовіддані дії, виявлені у захисті державного суверенітету та територіальної цілісності України, вірність військовій присязі[2]
- Відзнака Президента України «За участь в антитерористичній операції» (2018)
- почесний громадянин Тернопільської области (2025, посмертно)[3]
- нагрудний знак «За мужність в охороні державного кордону» (2015);
- нагрудний знак «Відмінний прикордонник» (2016);
- відзнака Командувача об'єднаних сил «Козацький Хрест» ІІІ ст. (2020);
- почесний нагрудний знак «За заслуги перед Збройними Силами України» (2021);
- знак пошани «Захиснику Луганщини» (2021).